# Hemma van Gurk

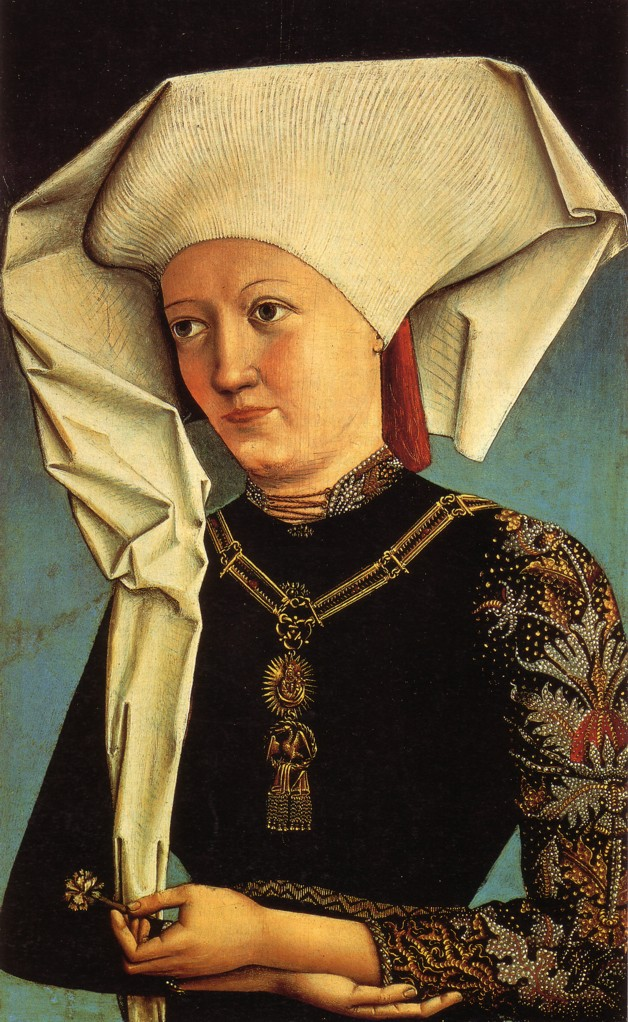
Hemma van Gurk

Hemma van Gurk (ook Emma en Gemma) (c. 980 - 1045) was een familielid van keizer Hendrik II de Heilige. Ze werd door Cunegonde van Luxemburg opgevoed aan het keizerlijke hof van Hendrik en was, volgens de legende, getrouwd met landgraaf Willem van Friesach. Hun zonen werden vermoord tijdens een opstand van de mijnen die beheerd werden door Willem. Willem zelf stierf toen hij terugkwam van een pelgrimstocht naar Rome. Hemma besloot toen haar leven aan God toe te wijden. Ze gaf vrijgevig aan de armen en stichtte verschillende religieuze huizen en een dubbelklooster in Gurk (Oostenrijk). Het is mogelijk dat ze daar non is geworden. Ondanks deze legende geloven geleerden dat het eerder zij is, dan Willem, die tot de Friesach-familie behoorde en dat haar zoon omkwam in een gevecht twintig jaar na de dood van haar echtgenoot hertog Willem van Sanngan, rond het jaar 1015. Het was rond deze tijd dat ze begon met haar stichtingen.
Sinds 1174 ligt Hemma begraven in de crypte van de kathedraal van Gurk, waarvan zij de stichtster zou zijn. Ze werd zalig verklaard op 21 november 1287 en werd heilig verklaard op 5 januari 1938 door paus Pius XI. Haar feestdag is op 27 en 29 juni.

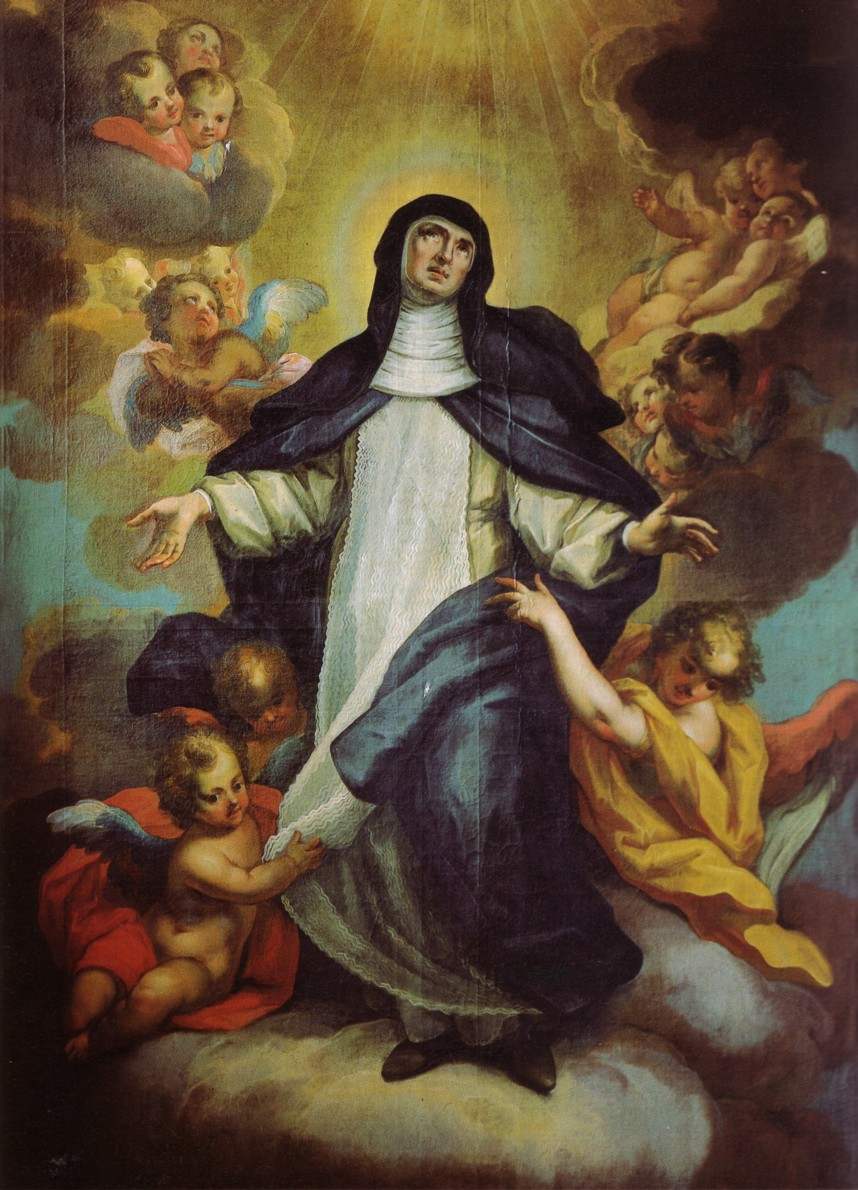
De apotheose van de Zalige Hemma in de kathedraal van Gurk
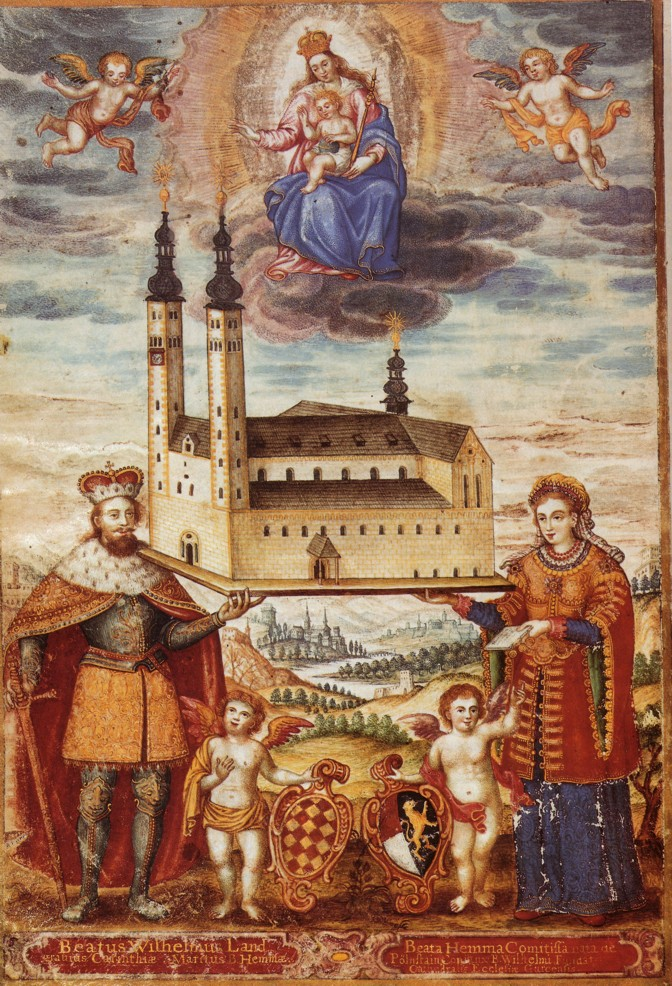
Hemma en haar man Willem houden een model vast van de kathedraal van Gurk.
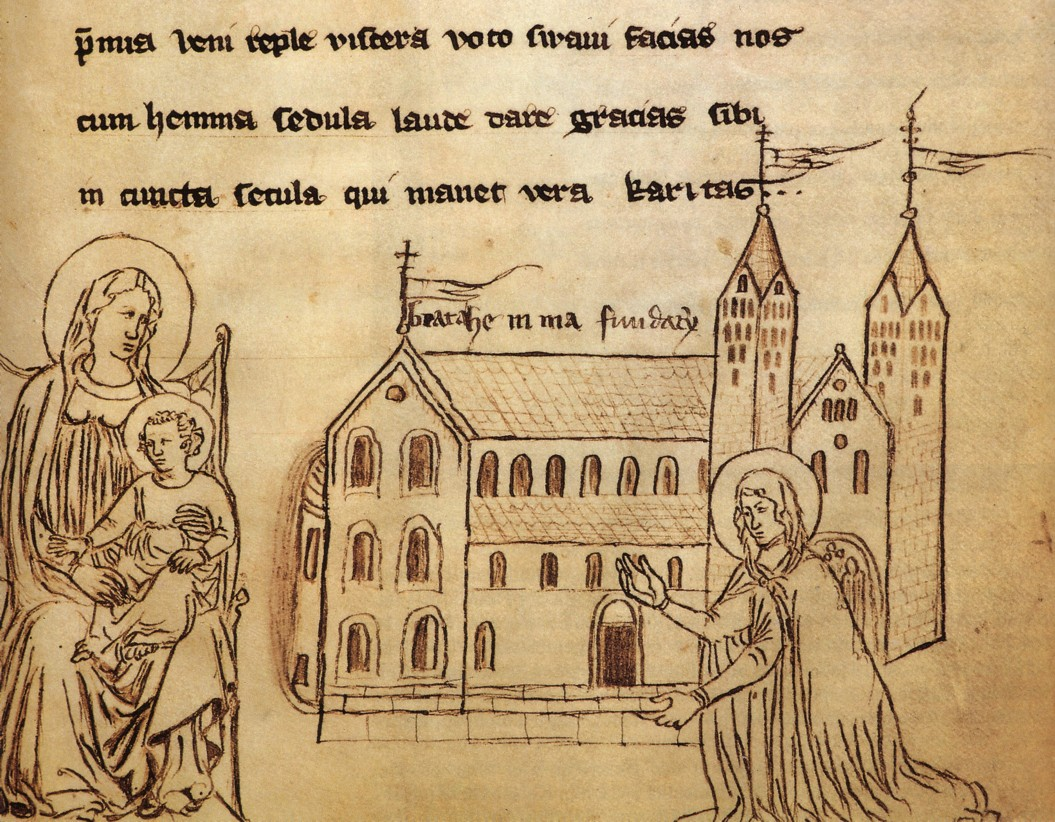
Hemma wijdt de kathedraal van Gurk aan de Heilige Maagd (afbeelding uit de Legenda Beatae Hemmae).